# Horawce (sielsowiet Miory)
Horawce (biał. Гараўцы, Haraucy; ros. Горовцы, Gorowcy) – chutor na Białorusi, w obwodzie witebskim, w rejonie miorskim, w sielsowiecie Miory. W 2019 liczył 2 mieszkańców. 
W okresie II Rzeczypospolitej miejscowość leżała w województwie wileńskim, w powiecie brasławskim, w gminie Leonpol.